# John Isner
John Isner (Greensboro, 26 d'abril de 1985) és un tennista estatunidenc. Aconseguí el seu millor rànquing ATP el 2018, quan aparegué com número 8. Destaca pel seu poderós servei i gran alçada.
Durant el torneig de Wimbledon de 2010 va guanyar al francès Nicolas Mahut en el partit més llarg de la història del tennis, batent diversos rècords. Vuit anys després també va disputar el segon partit més llarg, novament a Wimbledon, però en aquesta ocasió enfront del sud-africà Kevin Anderson.

## Biografia
Isner és el germà petit de tres, Nathan i Jordan. Va començar a jugar a tennis de forma seriosa a l'edat d'onze anys. Es va graduar a l'institut Walter Hines Page Senior High School de Greensboro i en la Universitat de Geòrgia en comunicació.
Va residir a Tampa i s'entrenava en la Saddlebrook Academy en companyia dels tennistes professionals James Blake i Mardy Fish.
Es va casar amb Madison McKinley, dissenyadora de joies, el 2 de desembre de 2017 a Bluffton. El 15 de setembre de 2018 va néixer la seva primera filla anomenada Hunter Grace, i a finals de 2019 havia de néixer el segon fill. Actualment resideixen a Dallas.

## Palmarès

### Individual: 31 (16−15)
| Llegenda (pre/post 2009)                                 |
| -------------------------------------------------------- |
| Grand Slams (0−0)                                        |
| Tennis Masters Cup / ATP Finals (0−0)                    |
| ATP Masters Series / ATP World Tour Masters 1000 (1−4)   |
| ATP International Series Gold / ATP World Tour 500 (0−3) |
| ATP International Series / ATP World Tour 250 (15−8)     |

| Títols per superfície |
| --------------------- |
| Dura (11−12)          |
| Gespa (4−0)           |
| Terra batuda (1−3)    |

| Resultat  | Núm. | Data                  | Torneig                          | Superfície   | Oponent               | Marcador                |
| --------- | ---- | --------------------- | -------------------------------- | ------------ | --------------------- | ----------------------- |
| Finalista | 1.   | 6 d'agost de 2007     | Washington DC, Estats Units      | Dura         | Andy Roddick          | 4−6, 6−7(4)             |
| Guanyador | 1.   | 16 de gener de 2010   | Auckland, Nova Zelanda           | Dura         | Arnaud Clément        | 6−3, 5−7, 7−6(2)        |
| Finalista | 2.   | 21 de febrer de 2010  | Memphis, Estats Units            | Dura (i)     | Sam Querrey           | 7−6(3), 6−7(5), 3−6     |
| Finalista | 3.   | 9 de maig de 2010     | Belgrad, Sèrbia                  | Terra batuda | Sam Querrey           | 6−3, 6−7(4), 4−6        |
| Finalista | 4.   | 25 de juliol de 2010  | Atlanta, Estats Units            | Dura         | Mardy Fish            | 6−4, 4−6, 6−7(4)        |
| Guanyador | 2.   | 10 de juliol de 2011  | Newport, Estats Units            | Gespa        | Olivier Rochus        | 6−3, 7−6(6)             |
| Finalista | 5.   | 24 de juliol de 2011  | Atlanta (2)                      | Dura         | Mardy Fish            | 6−3, 6−7(6), 2−6        |
| Guanyador | 3.   | 27 d'agost de 2011    | Winston-Salem Open, Estats Units | Dura         | Julien Benneteau      | 4−6, 6−3, 6−4           |
| Finalista | 6.   | 18 de març de 2012    | Indian Wells, Estats Units       | Dura         | Roger Federer         | 6−7(7), 3−6             |
| Finalista | 7.   | 15 d'abril de 2012    | Houston, Estats Units            | Terra batuda | Juan Mónaco           | 2−6, 6−3, 3−6           |
| Guanyador | 4.   | 15 de juliol de 2012  | Newport (2)                      | Gespa        | Lleyton Hewitt        | 7−6(1), 6−4             |
| Guanyador | 5.   | 25 d'agost de 2012    | Winston-Salem Open (2)           | Dura         | Tomáš Berdych         | 3−6, 6−4, 7−6(9)        |
| Guanyador | 6.   | 14 d'abril de 2013    | Houston                          | Terra batuda | Nicolás Almagro       | 6−3, 7−5                |
| Guanyador | 7.   | 28 de juliol de 2013  | Atlanta                          | Dura         | Kevin Anderson        | 6−7(3), 7−6(2), 7−6(2)  |
| Finalista | 8.   | 4 d'agost de 2013     | Washington DC (2)                | Dura         | Juan Martín del Potro | 6−3, 1−6, 2−6           |
| Finalista | 9.   | 18 d'agost de 2013    | Cincinnati, Estats Units         | Dura         | Rafael Nadal          | 6−7(8), 6−7(3)          |
| Guanyador | 8.   | 11 de gener de 2014   | Auckland (2)                     | Dura         | Lu Yen-hsun           | 7−6(4), 7−6(7)          |
| Guanyador | 9.   | 27 de juliol de 2014  | Atlanta (2)                      | Dura         | Dudi Sela             | 6−3, 6−3                |
| Guanyador | 10.  | 2 d'agost de 2015     | Atlanta (3)                      | Dura         | Markos Bagdatís       | 6−3, 6−3                |
| Finalista | 10.  | 9 d'agost de 2015     | Washington DC (3)                | Dura         | Kei Nishikori         | 6−4, 4−6, 4−6           |
| Finalista | 11.  | 7 d'agost de 2016     | Atlanta (3)                      | Dura         | Nick Kyrgios          | 6−7(3), 6−7(4)          |
| Finalista | 12.  | 6 de novembre de 2016 | París, França                    | Dura (i)     | Andy Murray           | 3−6, 7−6(4), 4−6        |
| Guanyador | 11.  | 23 de juliol de 2017  | Newport (3)                      | Gespa        | Matthew Ebden         | 6−3, 7−6(4)             |
| Guanyador | 12.  | 30 de juliol de 2017  | Atlanta (4)                      | Dura         | Ryan Harrison         | 7−6(6), 7−6(7)          |
| Guanyador | 13.  | 1 d'abril de 2018     | Miami, Estats Units              | Dura         | Alexander Zverev      | 6−7(4), 6−4, 6−4        |
| Guanyador | 14.  | 29 de juliol de 2018  | Atlanta (5)                      | Dura         | Ryan Harrison         | 5−7, 6−3, 6−4           |
| Finalista | 13.  | 31 de març de 2019    | Miami                            | Dura         | Roger Federer         | 1−6, 4−6                |
| Guanyador | 15.  | 21 de juliol de 2019  | Newport (4)                      | Gespa        | Alexander Bublik      | 7−6(2), 6−3             |
| Guanyador | 16.  | 2 d'agost de 2021     | Atlanta (6)                      | Dura         | Brandon Nakashima     | 7−6(8), 7−5             |
| Finalista | 14.  | 10 d'abril de 2022    | Houston (2)                      | Terra batuda | Reilly Opelka         | 3−6, 6−7(7)             |
| Finalista | 15.  | 12 de febrer de 2023  | Dallas, Estats Units             | Dura         | Wu Yibing             | 7−6(4), 6−7(3), 6−7(12) |

### Dobles masculins: 14 (8−6)
| Llegenda (pre/post 2009)                                 |
| -------------------------------------------------------- |
| Grand Slams (0−0)                                        |
| Tennis Masters Cup / ATP Finals (0−0)                    |
| ATP Masters Series / ATP World Tour Masters 1000 (5−3)   |
| ATP International Series Gold / ATP World Tour 500 (1−2) |
| ATP International Series / ATP World Tour 250 (2−1)      |

| Títols per superfície |
| --------------------- |
| Dura (5−3)            |
| Gespa (1−0)           |
| Terra batuda (1−3)    |

| Resultat  | Núm. | Data                 | Torneig                    | Superfície   | Parella           | Oponents                            | Marcador             |
| --------- | ---- | -------------------- | -------------------------- | ------------ | ----------------- | ----------------------------------- | -------------------- |
| Guanyador | 1.   | 13 de juliol de 2008 | Newport, Estats Units      | Gespa        | Mardy Fish        | Rohan Bopanna A-u-H. Qureshi        | 6−4, 7−6(1)          |
| Guanyador | 2.   | 21 de febrer de 2010 | Memphis, Estats Units      | Dura (i)     | Sam Querrey       | Ross Hutchins Jordan Kerr           | 6−4, 6−4             |
| Finalista | 1.   | 2 de maig de 2010    | Roma, Itàlia               | Terra batuda | Sam Querrey       | Bob Bryan Mike Bryan                | 2−6, 3−6             |
| Finalista | 2.   | 10 d'abril de 2011   | Houston, Estats Units      | Terra batuda | Sam Querrey       | Bob Bryan Mike Bryan                | 7−6(4), 2−6, [5−10]  |
| Guanyador | 3.   | 15 de maig de 2011   | Roma                       | Terra batuda | Sam Querrey       | Mardy Fish Andy Roddick             | Renúncia             |
| Finalista | 3.   | 18 de març de 2012   | Indian Wells, Estats Units | Dura         | Sam Querrey       | Marc López Rafael Nadal             | 2−6, 6−7(3)          |
| Guanyador | 4.   | 16 d'octubre de 2016 | Xangai, Xina               | Dura         | Jack Sock         | Henri Kontinen John Peers           | 6−4, 6−4             |
| Finalista | 4.   | 4 de març de 2017    | Acapulco, Mèxic            | Dura         | Feliciano López   | Jamie Murray Bruno Soares           | 3−6, 3−6             |
| Finalista | 5.   | 8 d'octubre de 2017  | Pequín, Xina               | Dura         | Jack Sock         | Henri Kontinen John Peers           | 3−6, 6−3, [7−10]     |
| Guanyador | 5.   | 18 de març de 2018   | Indian Wells               | Dura         | Jack Sock         | Bob Bryan Mike Bryan                | 7−6(4), 7−6(2)       |
| Guanyador | 6.   | 25 de juliol de 2021 | Los Cabos, Mèxic           | Dura         | Hans Hach Verdugo | Hunter Reese Sem Verbeek            | 5−7, 6−2, [10−4]     |
| Guanyador | 7.   | 19 de març de 2022   | Indian Wells (2)           | Dura         | Jack Sock         | Santiago González É. Roger-Vasselin | 7−6(4), 6−3          |
| Guanyador | 8.   | 3 d'abril de 2022    | Miami, Estats Units        | Dura         | Hubert Hurkacz    | Wesley Koolhof Neal Skupski         | 7−6(5), 6−4          |
| Finalista | 6.   | 15 de maig de 2022   | Roma, Itàlia               | Terra batuda | Diego Schwartzman | Nikola Mektić Mate Pavić            | 2−6, 7−6(6), [10−12] |

### Equips: 2 (1−1)
| Resultat  | Núm. | Data                | Torneig                       | Superfície | Equip                 | Oponents                           | Resultat |
| --------- | ---- | ------------------- | ----------------------------- | ---------- | --------------------- | ---------------------------------- | -------- |
| Guanyador | 1.   | 8 de gener de 2011  | Copa Hopman, Perth, Austràlia | Dura (i)   | Bethanie Mattek-Sands | Justine Henin Ruben Bemelmans      | 2–1      |
| Finalista | 1.   | 10 de gener de 2015 | Copa Hopman                   | Dura (i)   | Serena Williams       | Agnieszka Radwańska Jerzy Janowicz | 1–2      |

## Trajectòria

### Individual
| Open d'Austràlia | A   | 1R    | 1R          | 4R          | 3R          | 3R    | A           | 1R          | 3R          | 4R    | 2R          | 1R          | 1R          | 3R          | A     | 1R | 1R | 0 / 14    | 14 − 14   |
| Roland Garros | A   | 1R    | A           | 3R          | 1R          | 2R    | 3R          | 4R          | 2R          | 4R    | 3R          | 4R          | A           | 2R          | 3R    | 3R | 1R | 0 / 14    | 22 − 14   |
| Wimbledon | A   | 1R    | A           | 2R          | 2R          | 1R    | 2R          | 3R          | 3R          | 3R    | 2R          | SF          | 2R          | NC          | 1R    | 3R | 1R | 0 / 14    | 18 − 14   |
| US Open | 3R  | 1R    | 4R          | 3R          | QF          | 3R    | 3R          | 3R          | 4R          | 3R    | 3R          | QF          | 3R          | 1R          | 1R    | 2R | 2R | 0 / 17    | 32 − 17   |
| Jocs Olímpics | NC  | A     | No celebrat | No celebrat | No celebrat | QF    | No celebrat | No celebrat | No celebrat | A     | No celebrat | No celebrat | No celebrat | No celebrat | A     | NC | NC | 0 / 1     | 3 − 1     |
| ATP Finals | A   | A     | A           | A           | A           | A     | A           | A           | A           | A     | A           | RR          | A           | A           | A     | A  |    | 0 / 1     | 0 − 3     |
| Total Victòries−Derrotes                                                                                                   | 8−5 | 11−19 | 27−18       | 38−24       | 36−21       | 45−21 | 39−24       | 39−20       | 45−25       | 33−21 | 39−23       | 34−24       | 30−18       | 10−10       | 23−13 |    |    | 458 − 290 | 458 − 290 |
| Rànquing a final d'any | 106 | 144   | 34          | 19          | 18          | 14    | 14          | 19          | 11          | 19    | 17          | 10          | 19          | 25          | 24    |    |    |           |           |
| Llegenda: G: Guanyador; F: Finalista; SF: Semifinalista; QF: Quarts de final; Q: Qualificació; A: Absent; RR: Round Robin; |     |       |             |             |             |       |             |             |             |       |             |             |             |             |       |    |    |           |           |

### Dobles masculins
| Open d'Austràlia | A           |             | A           | 1R    | QF          | 3R          | A           | A   | A           | A           | A           | A   | A           | A           | A           | A           | A   | A    | 1R | 0 / 4     | 5 − 4     |
| Roland Garros | A           |             | A           | 3R    | A           | A           | 1R          | A   | A           | A           | A           | A   | A           | A           | A           | A           | A   | A    |    | 0 / 2     | 2 − 2     |
| Wimbledon | A           |             | A           | A     | A           | A           | A           | A   | A           | A           | A           | A   | A           | A           | A           | NC          | A   | A    | 1R | 0 / 1     | 0 − 1     |
| US Open | 1R          |             | 1R          | 1R    | 2R          | A           | A           | A   | A           | A           | A           | A   | A           | A           | A           | A           | A   | A    | 1R | 0 / 5     | 1 − 5     |
| Jocs Olímpics | No celebrat | No celebrat | No celebrat | A     | No celebrat | No celebrat | No celebrat | 1R  | No celebrat | No celebrat | No celebrat | A   | No celebrat | No celebrat | No celebrat | No celebrat | A   | NC   | NC | 0 / 1     | 0 − 1     |
| Total Victòries−Derrotes                                                                                                   | 0−1         |             | 2−4         | 10−10 | 9−9         | 23−11       | 18−11       | 7−9 | 4−8         | 5−4         | 6−8         | 9−5 | 10−10       | 9−4         | 5−6         | 1−2         | 7−2 | 23−6 |    | 148 − 111 | 148 − 111 |
| Rànquing a final d'any | 1383        |             | 226         | 106   | 97          | 31          | 36          | 94  | 193         | 170         | 122         | 54  | 100         | 59          | 182         | 184         | 206 | 20   |    |           |           |
| Llegenda: G: Guanyador; F: Finalista; SF: Semifinalista; QF: Quarts de final; Q: Qualificació; A: Absent; RR: Round Robin; |             |             |             |       |             |             |             |     |             |             |             |     |             |             |             |             |     |      |    |           |           |

## Guardons
- ATP Most Improved Player (2009)
- Best Record-Breaking Performance ESPY Award (2010 amb Nicolas Mahut)